# György Ottlik
György Ottlik, auch Georg von Ottlik (* 23. Juni 1889 in Budapest; † 15. Juli 1966 in Paris) war ein ungarischer Diplomat und Journalist.

## Leben
Nach dem Studium der Staatswissenschaften und der Promotion in Budapest trat Ottlik in den diplomatischen Dienst ein, unter anderem an den ungarischen Vertretungen in Bern und Sofia. Von 1927 bis 1934 gehörte er der ungarischen Delegation beim Völkerbund in Genf an und wurde 1930 in dessen Kontrollausschuss gewählt. Daneben war er Mitherausgeber des französischsprachigen Jahrbuchs des Völkerbundes. Ottlik gehörte zu den gut vernetzten Kreisen um den (ehemaligen) Ministerpräsidenten István Bethlen, die Industriellen-Familie Weiss und den Historiker Gyula Szekfű, der seit 1927 die von Bethlen gegründete Zeitschrift Magyar Szemle (Ungarische Rundschau) herausgab. Ottlik publizierte in Ungarisch, Deutsch und Französisch. Schon von 1919 bis 1923 hatte er für den Pester Lloyd die internationale Politik begleitet und wurde 1937 dessen Chefredakteur. 1934 bis 1935 redigierte er kurzzeitig die regierungsnahe Tageszeitung Budapesti Hírlap (Budapester Zeitung), und ab 1935 mit der Nouvelle Revue de Hongrie eine von Bethlen für die Propaganda im Ausland gegründete Zeitschrift. 

## Schriften (Auswahl)
- (Georg von Ottlik, Hrsg.): "Das moderne Ungarn. Eine Biographienserie. Reihe 1: Staatsmänner". Eligius, Wien/Budapest 1926.
- (Georges de Ottlik): "La troisième République". Athenaeum, Budapest 1931.
- "A modern diplomácia". Athenaeum, Budapest 1937.
- "Lusitanien". Pester Lloyd, Budapest 1940.
- "Graf Andrássy der Ältere". Pester Lloyd, Budapest 1943.